# Pterelaos
Pterelaos (altgriechisch Πτερέλαος Pterélaos; auch: Πτερέλεως Pteréleōs, Πτερέλας Pterélas) ist in der griechischen Mythologie der König von Taphos, Sohn des Taphios oder Teleboas. Er zeugte sechs Söhne Chromios, Tyrannos, Antiochos, Chersidamas, Mestor und Eueres und eine Tochter Komaitho. Je nach Überlieferung wird noch Ampelos als Sohn genannt oder statt Eueres Taphios und Teleboas aufgeführt.

## Überlieferung
Die Überlieferungen über seine Abstammung sind sehr verworren und widersprüchlich. Nach Apollodor entführte Poseidon Hippothoe, die Tochter des Mestor, auf die Echinaden und zeugte mit ihr Taphios. Später sagt Apollodor, dass die Kinder des Pterelaos Enkel des Mestor seien, womit Pterelaos der irdische Gemahl der Hippothoe gewesen sein muss. Seine Söhne forderten deshalb von Mestors Bruder Elektryon er solle ihnen die Herrschaft über Mykene überlassen, da sie sich für die rechtmäßigen Erben hielten. Da er dies ablehnte raubten sie dessen Rinderherden, woraufhin sie in einen Kampf mit dessen Söhnen verwickelt wurden, in dem sie alle bis auf Eueres ihr Leben verloren.
Pterelaos hatte ein goldenes Haar, das ihn unsterblich machte. Da er die Liebe seiner Tochter Komaitho zu seinem Feind Amphitryon nicht duldete, riss Komaitho ihrem Vater dieses Haar aus. Die Taphier wurden daraufhin besiegt und Pterelaos erschlagen. Amphitryon tötete auch Komaitho.

## Wissenswertes
Die Geschichte um das goldene Haar des Pterelaos und der Liebe seiner Tochter Komaitho zu seinem Feind Amphitryon weist in ihrer Handlung starke Parallelen zur Erzählung um den megarischen König Nisos auf, der ein purpurnes Haar hat, das die Stadt Megara vor dem Fall schützt. Als seine Tochter Skylla sich in den kretischen König Minos verliebt, schneidet sie ihm das Haar ab, woraufhin Megara fällt. Minos dankt die Tat seiner Geliebten nicht, nach einigen Erzählvarianten tötet er auch sie.